# Christophe Rozier
Pour les articles homonymes, voir Rozier.
Christophe Rozier, né le 5 juin 1982 à Avignon, est un pongiste handisport français.

## Biographie
Il commence le tennis de table à l'âge de douze ans. À la suite d'un accident de voiture à 19 ans, il passe 1 an en fauteuil roulant. Il garde néanmoins des séquelles et reprend la compétition dans la catégorie des handicaps modérés aux jambes.
Il remporte une médaille d'or en individuel et  une médaille de bronze par équipe aux Championnats d'Europe 2007. Aux Jeux paralympiques d'été de 2008, il est médaillé de bronze par équipe.